# (26361) 1999 AJ5
1999 أي جاي 5 (ويعرف أيضًا باسم (26361) 1999 أي جاي 5 وفق تسمية الكوكب الصغير) (بالإنجليزية: 1999 AJ5)‏ هو كويكب ضمن حزام الكويكبات؛ وترتيبه 26361 من حيث الاكتشاف.
اكتُشف هذا الجُرم الفلكي بواسطة تاكيشي أوراتا ‏ في 10 يناير 1999.

## وصلات خارجية
- (26361) 1999 AJ5 في قاعدة بيانات مختبر الدفع النفاث لأجرام النظام الشمسي الصغيرة

- الاكتشاف · مخطط المدار ·  العناصر المدارية · المعلمات المادية

- (26361) 1999 AJ5 على موقع ويكي سكاي: DSS2, SDSS, GALEX, IRAS, Hydrogen α, X-Ray, Astrophoto, Sky Map, Articles and images